# Can Puig i Cadafalch
Can Puig i Cadafalch és un edifici de Mataró (Maresme) protegit com a Bé Cultural d'Interès Local. És la casa natal de Josep Puig i Cadafalch.

## Descripció
Es tracta d'una casa entre mitgeres de planta baixa i dues plantes pis amb pati posterior.
Hi ha brancals i llindes de pedra a les obertures del primer i segon pis. El balcó de la planta primera és d'enteixinat de forja i rajoles vidriades.

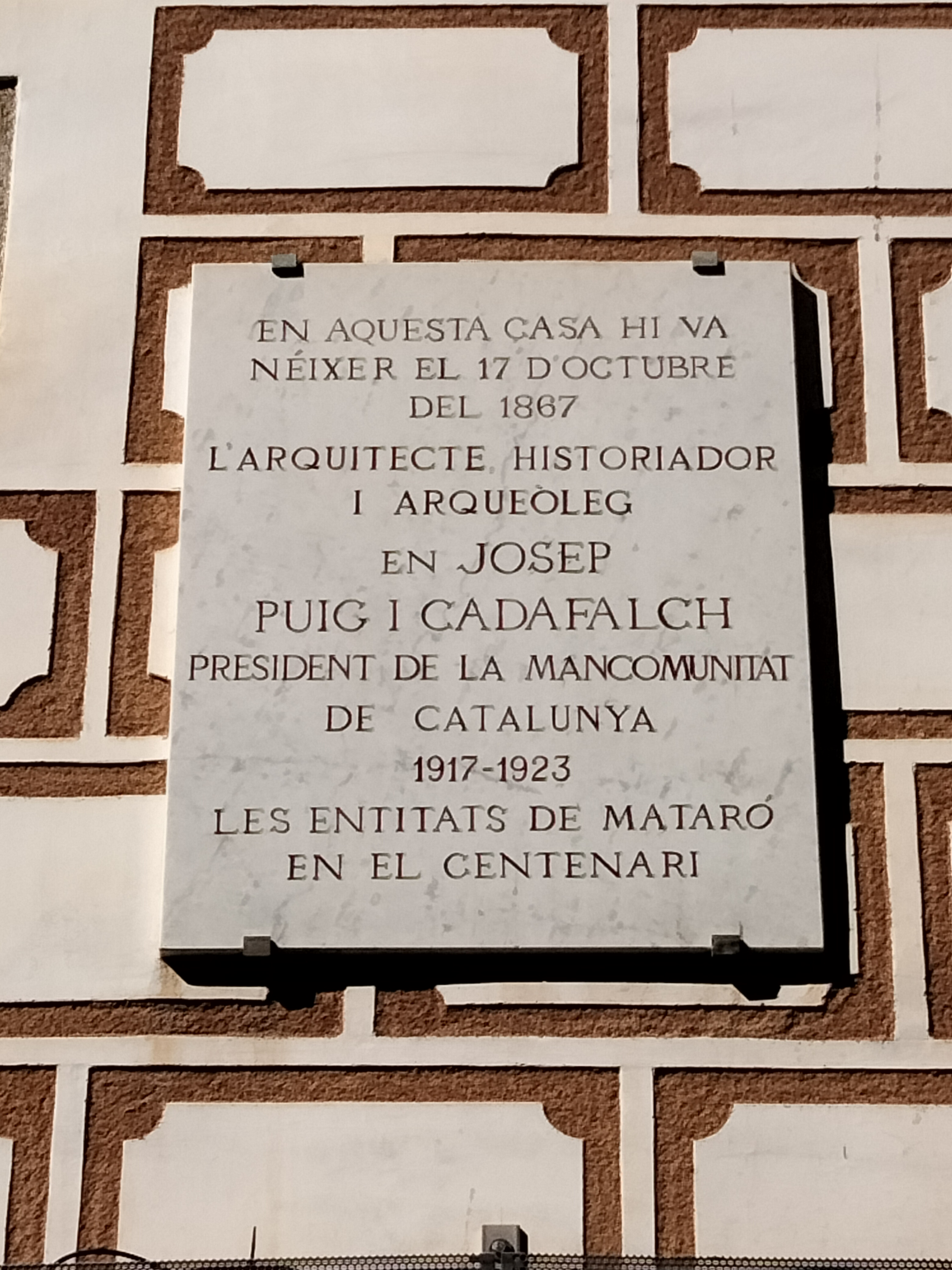
Placa commemorativa

La façana presenta un acabat estucat a carreu amb dibuixos geomètrics.

## Història
És la casa natal de Josep Puig i Cadafalch. A la façana una làpida oferta l'any 1966, per les entitats de Mataró, ho commemora: «En aquesta casa hi va néixer el 17 d'octubre de 1867 l'arquitecte, historiador i arqueòleg en Josep Puig i Cadafalch, president de la Mancomunitat de Catalunya (1917-1923). Les entitats de Mataró en el centenari».